# Sphagnum fuscum
Espèce
Synonymes
- Sphagnum acutifolium subsp. fuscum (Schimp.) Hérib.[1]
- Sphagnum tenuifolium Warnst.[1]
- Sphagnum vancouveriense Warnst.[1]

La Sphaigne brune (Sphagnum fuscum), une espèce de mousses faisant partie du genre des sphaignes (famille des Sphagnaceae). Elle est très commune dans les tourbières de Scandinavie, mais on la trouve aussi dans le reste de l'Eurasie et en Amérique du Nord.

## Liste des variétés
Selon Tropicos (3 janvier 2017) (Attention liste brute contenant possiblement des synonymes) :
- variété Sphagnum fuscum var. compactum Röll
- variété Sphagnum fuscum var. deflexum Röll
- variété Sphagnum fuscum var. densum Röll
- variété Sphagnum fuscum var. elongatum Cardot
- variété Sphagnum fuscum var. filiforme Röll
- variété Sphagnum fuscum var. flaccidum Röll
- variété Sphagnum fuscum var. fuscescens Warnst.
- variété Sphagnum fuscum var. fusco-viride Warnst.
- variété Sphagnum fuscum var. gracile Röll
- variété Sphagnum fuscum var. grandifolium G. Roth
- variété Sphagnum fuscum var. luridum Huebener
- variété Sphagnum fuscum var. medium Russow
- variété Sphagnum fuscum var. pallens Russow ex Warnst.
- variété Sphagnum fuscum var. pallescens Warnst.
- variété Sphagnum fuscum var. robustum Röll
- variété Sphagnum fuscum var. stellaris Röll
- variété Sphagnum fuscum var. strictiforme Röll
- variété Sphagnum fuscum var. tenellum Warnst.
- variété Sphagnum fuscum var. tenuississimum Warnst.
- variété Sphagnum fuscum var. trichodes Russow
- variété Sphagnum fuscum var. virescens Warnst.
- variété Sphagnum fuscum var. viride Warnst.